# La Gallina, Oaxaca
La Gallina är en ort i Mexiko.   Den ligger i kommunen Miahuatlán de Porfirio Díaz och delstaten Oaxaca, i den sydöstra delen av landet, 400 km sydost om huvudstaden Mexico City. La Gallina ligger 1 484 meter över havet och antalet invånare är 120.
Terrängen runt La Gallina är kuperad norrut, men söderut är den platt. Runt La Gallina är det ganska glesbefolkat, med 36 invånare per kvadratkilometer. Närmaste större samhälle är Miahuatlán de Porfirio Díaz, 11,8 km söder om La Gallina. I omgivningarna runt La Gallina växer huvudsakligen savannskog.